# Quintorganum
Quintorganum je velmi raná forma vícehlasu gregoriánského zpěvu z 9. století. Nositelem hlavní melodie je zde tzv. principální hlas, k němuž se přidává táž melodie zpívaná o kvintu níže v dalším hlase (vox organalis).
Na rozdíl od quartorgana byl kvintový rozestup u této formy důsledně dodržován.